# Подишу (Салаж)
Подишу (рум. Podișu) насеље је у Румунији у округу Салаж у општини Иљанда. Oпштина се налази на надморској висини од 213 m.

## Становништво
Према подацима из 2002. године у насељу је живело 159 становника, од којих су сви румунске националности.